# Praça Joaquim Nabuco
A Praça Joaquim Nabuco, também conhecida como Praça do Rosário, é uma praça localizada no centro da cidade de Paudalho, em Pernambuco.
A pequena praça de forma triangular possui, em seu centro, uma estátua de bronze do brasileiro abolicionista, Joaquim Aurélio Barreto Nabuco de Araújo, cuja obra foi apresentada com a mão direita do protagonista levantada, como se estivesse a discursar. O monumento foi produzido por João Bereta de Carrara e teve sua inauguração em 1915, em homenagem à extinção das Leis do Ventre Livre e  dos Sexagenários. Há, também, mais duas estátuas: a Glória, uma mulher que põe uma coroa flores junto dos pés de Nabuco, e a de um escravo com correntes quebradas. 
Recebeu este nome em 1915 após outras nominações como: Praça Major Codeceira, Largo da Concórdia e Praça da Concórdia.
Já se passou por esta praça o rio Capibaribe. 

## Joaquim Nabuco
Joaquim Aurélio Nabuco de Araújo, nascido em Recife no dia 19 de Agosto de 1849 e falecido em Washigton em 17 de Janeiro de 1910, foi um político, diplomata, jurista, e orador formado pela Faculdade de Recife. Sendo também um dos fundadores da Academia Brasileira de Letras.

Foi um grande diplomata do Império Brasileiro. Apesar por ter sido criado por uma família escravocrata, optou pela luta em favor dos escravos. Nabuco dizia sentir saudade dos escravos, por conta da generosidade dos mesmos, num contraponto ao egoísmo do senhor. "A escravidão permanecerá por muito tempo com a característica nacional do Brasil".